# Huntleys Point, New South Wales
Huntleys Point este o suburbie în Sydney, Australia.